# Zodariellum sahariense
Zodariellum sahariense är en spindelart som först beskrevs av Denis 1959.  Zodariellum sahariense ingår i släktet Zodariellum och familjen Zodariidae.
Artens utbredningsområde är Algeriet. Inga underarter finns listade i Catalogue of Life.